# Klappertöpfe
Die Klappertöpfe (Rhinanthus) bilden eine Pflanzengattung innerhalb der Sommerwurzgewächse (Orobanchaceae). Die 35 bis 50 Arten gedeihen in subarktischen bis gemäßigten Gebieten auf der Nordhalbkugel von Eurasien bis Nordamerika; sie sind also in der Holarktis weitverbreitet. Es handelt sich um Halbschmarotzer (hemiparasitisch). 

## Namensherkunft der Trivialnamen
Ihren deutschsprachigen Trivialnamen verdanken die Klappertöpfe den reifen Früchten, in denen die Samen laut vernehmlich klappern, wenn sie bewegt werden. Klappertöpfe zapfen mit speziellen Wurzeln (Haustorien) die Wurzelsysteme anderer Pflanzen an. Die von Landwirten aufgrund ihres geringen Futterwertes als „Unkraut“ gewerteten Pflanzenarten werden im Volksmund auch Milchdieb oder Milchschelm genannt, da die Pflanzen in Nachbarschaft der Halbschmarotzer weniger gut gedeihen.

## Beschreibung

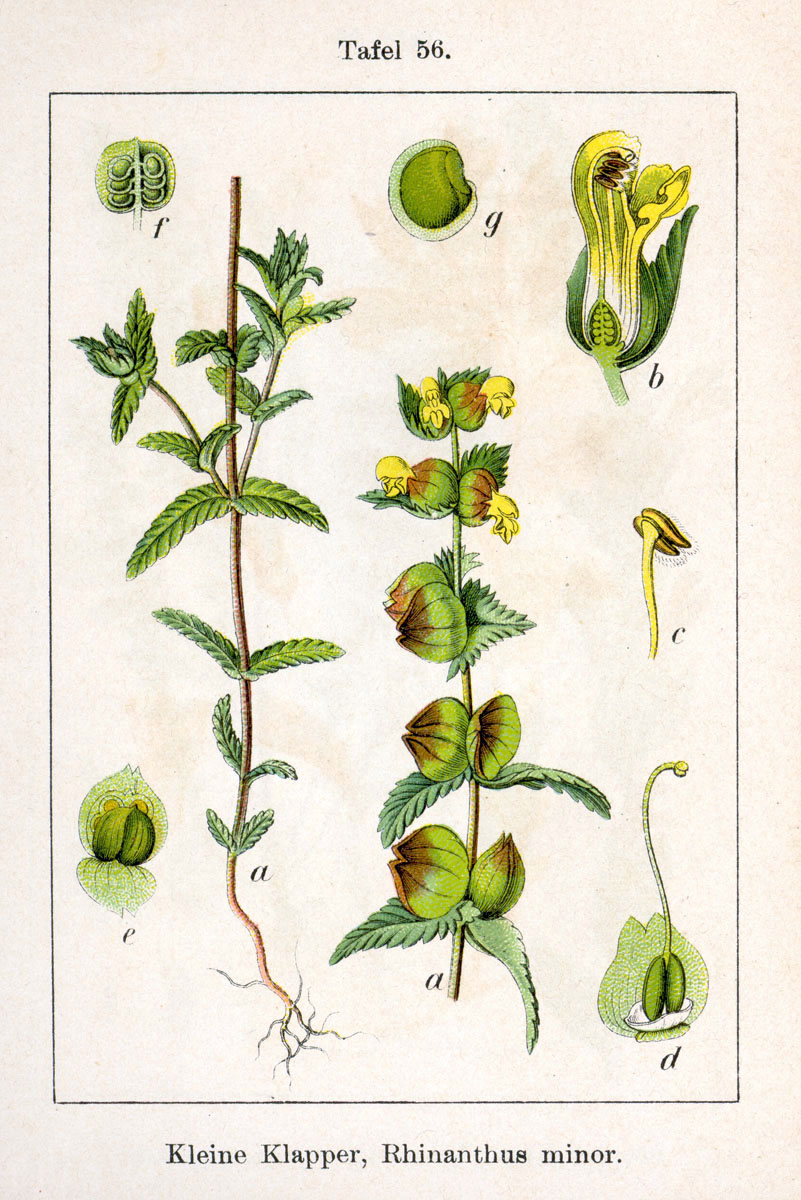
Illustration des Kleinen Klappertopf (Rhinanthus minor)

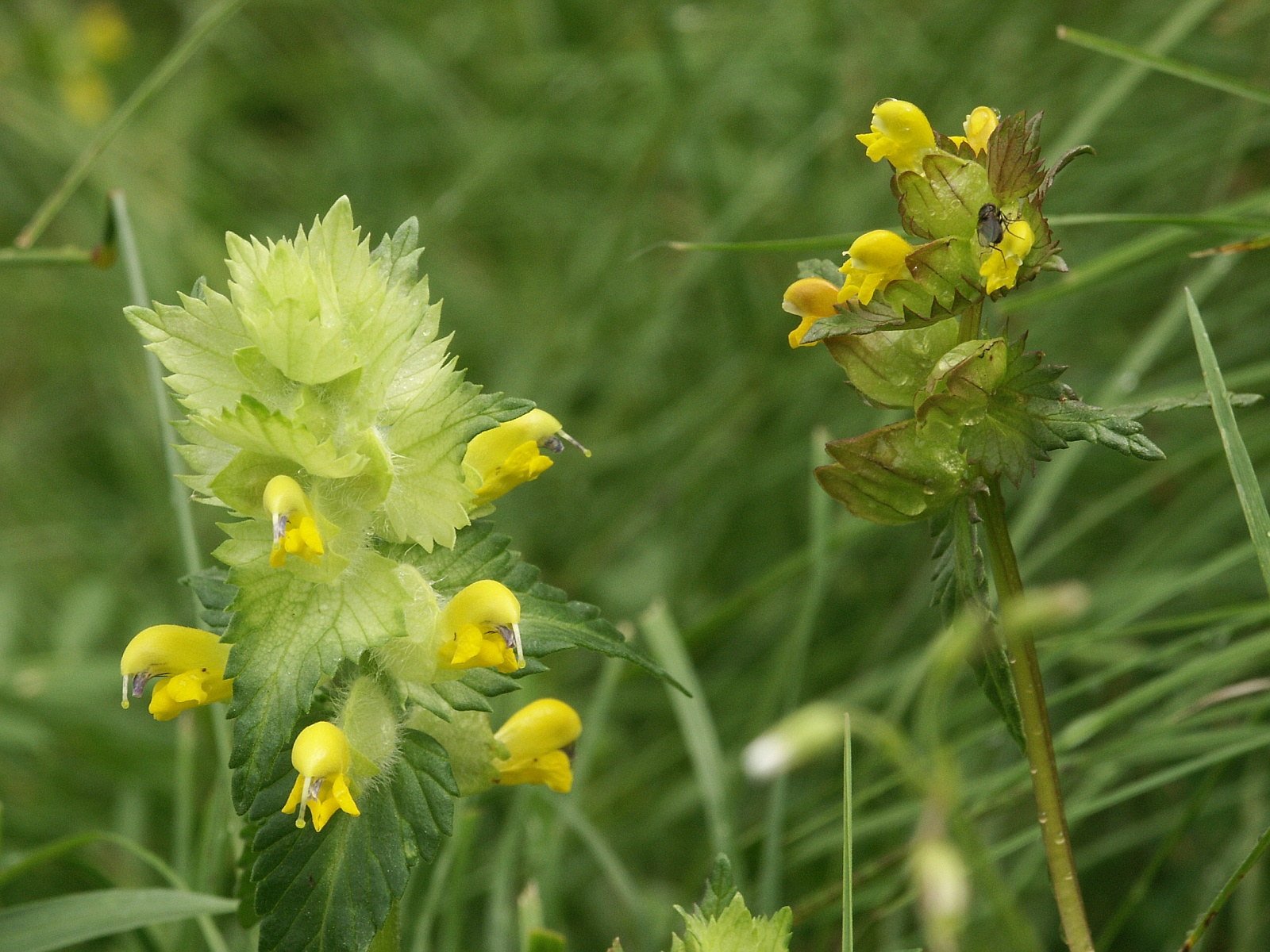
Zottiger Klappertopf (Rhinanthus alectorolophus, links) und Kleiner Klappertopf (Rhinanthus minor, rechts)

### Vegetative Merkmale
Klappertopf-Arten sind einjährige krautige Pflanzen. Die Laubblätter sind gegenständig.

### Generative Merkmale
Die endständigen, traubigen Blütenstände enthalten Tragblätter.
Die Blüten sind zygomorph mit doppelter Blütenhülle. Von den vier Kelchblättern sind die oberen zwei auf etwa der halben Länge und die anderen fast vollständig verwachsen. Die Kronblätter sind zu einer zweilippigen Blütenkrone verwachsen. Die Unterlippe ist dreilappig. Es sind nur vier Staubblätter vorhanden.
Die fachspaltigen (lokuliziden) Kapselfrüchte enthalten in jedem Fruchtfach einige Samen. Die Samen sind breit geflügelt.

## Klappertopf-Arten als Halbschmarotzer
Es handelt sich um Halbschmarotzer (Hemiparasiten).
Ähnlich wie die Arten der Gattung Augentrost (Euphrasia) haben auch die Klappertopfarten ein nur verkümmertes Wurzelsystem. Sie bilden dagegen kleine Saugwarzen an den Wurzeln benachbarter Pflanzen und dringen in deren Leitungsbahnen ein. Klappertopfarten schädigen ihre Wirtspflanzen, da sie ihnen vor allem größere Mengen Wasser entnehmen.

## Systematik

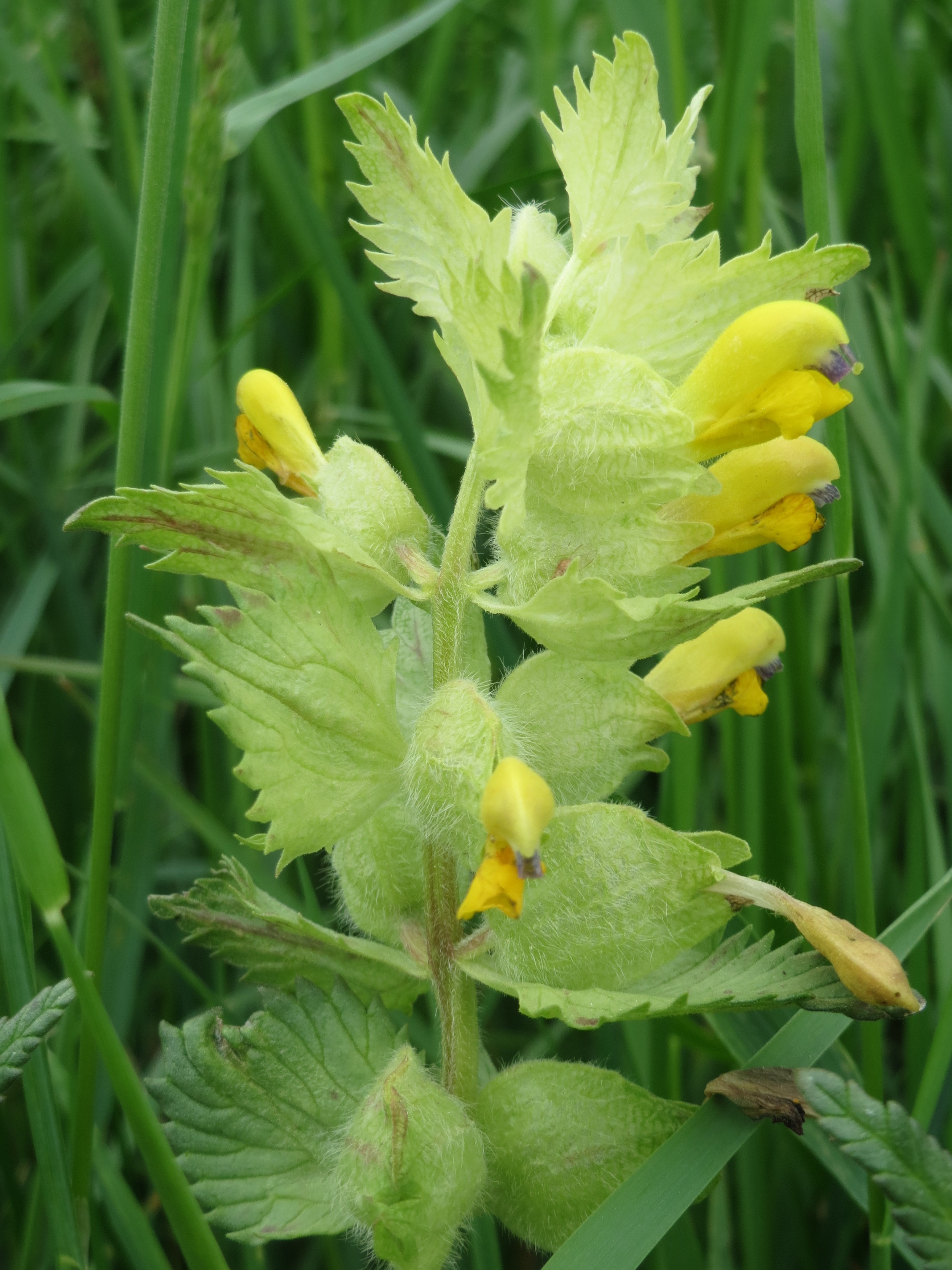
Zottiger Klappertopf (Rhinanthus alectorolophus)

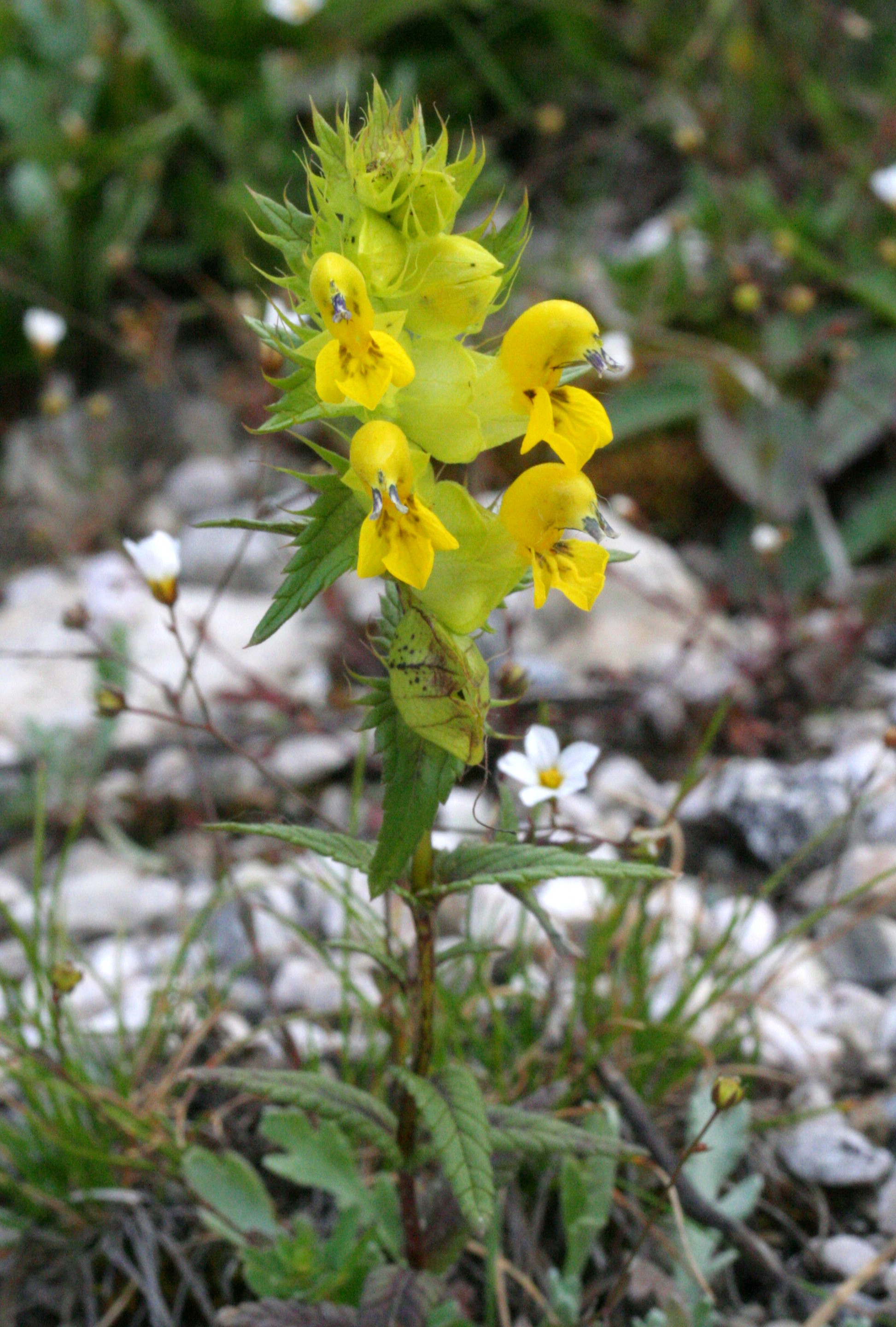
Alpen-Klappertopf (Rhinanthus alpinus)

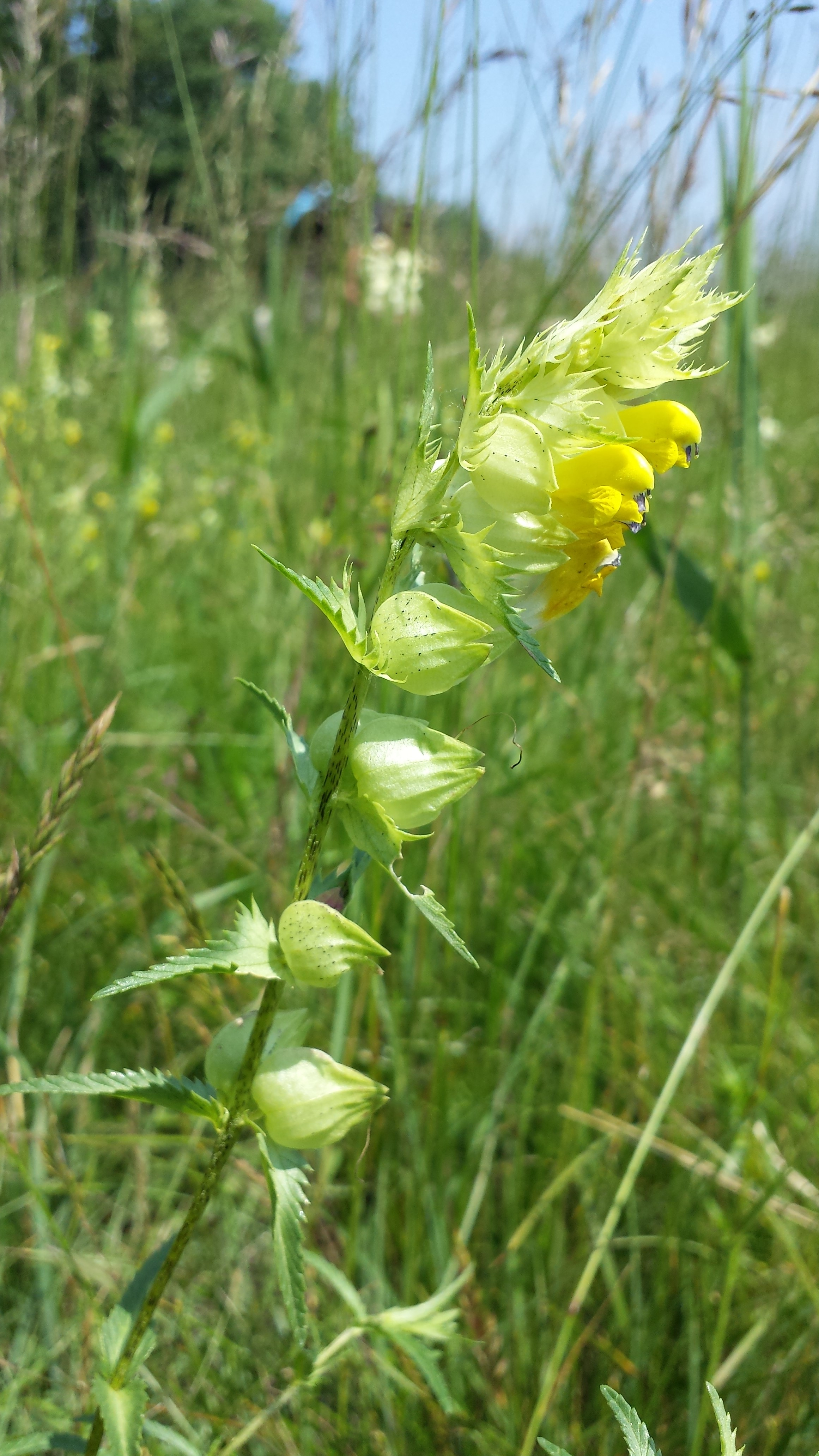
Großer Klappertopf (Rhinanthus angustifolius)

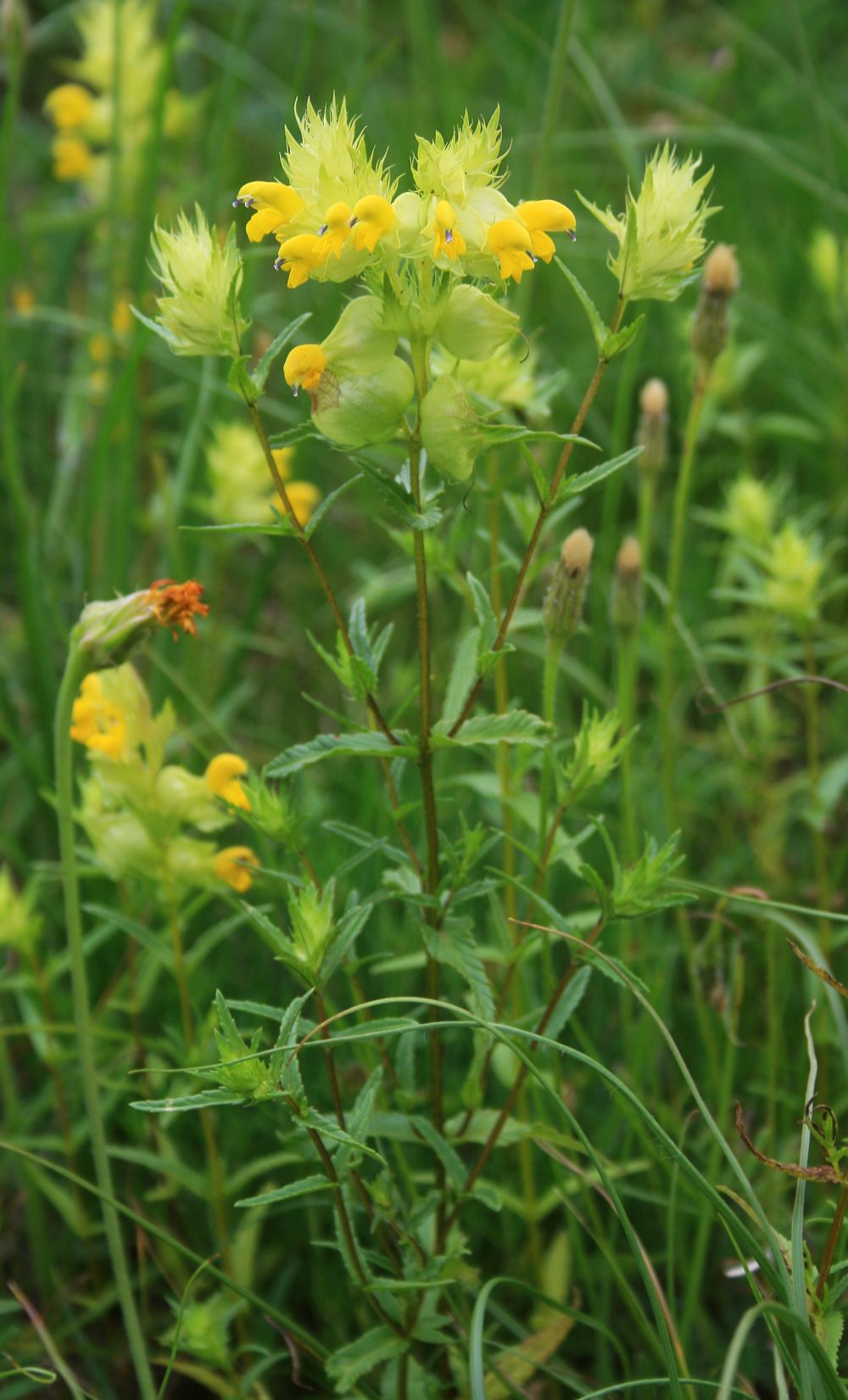
Grannen-Klappertopf (Rhinanthus glacialis)

Die Gattung Rhinanthus wurde 1753 durch Carl von Linné in Species Plantarum, Seite 603 aufgestellt. Der botanische Gattungsname Rhinanthus leitet sich von rhinos für „Rüssel“ (rüsselartig ausgezogene Helmspitze) ab; Rhinanthus kann als „nasenblütig“ gedeutet werden. Synonyme für Rhinanthus L. sind: Alectorolophus Zinn, Fistularia Kuntze, Mimulus Adans., Rhinantus Gilib.
Die Gattung Rhinanthus wurde früher zur Familie Braunwurzgewächse, Rachenblütler (Scrophulariaceae) gestellt. Durch molekularbiologische Untersuchung hat sich eine nähere Verwandtschaft aller Halbschmarotzer, die früher als „Rachenblütler“ eingeordnet wurden, mit der Sommerwurz (Orobanche) herausgestellt, und somit gehört Rhinanthus zur Familie der Sommerwurzgewächse (Orobanchaceae).
- Zur Gattung Klappertöpfe (Rhinanthus) gehören 35 bis 50 Arten in der Holarktis (Auswahl):[4][1][3]
  - Zottiger Klappertopf, Zotten-Klappertopf (Rhinanthus alectorolophus (Scop.) Pollich):[5]
    - Gähnender Zotten-Klappertopf (Rhinanthus alectorolophus subsp. facchinii (Chab.)Soó, Syn.: Rhinanthus facchinii Chab.)[5]
    - Südalpen-Zotten-Klappertopf (Rhinanthus alectorolophus subsp. freynii (Sterneck) Hartl)
    - Gewöhnlicher Zotten-Klappertopf (Rhinanthus alectorolophus subsp. alectorolophus)[5]

  - Alpen-Klappertopf oder Schön-Klappertopf (Rhinanthus alpinus Baumg., Syn.: Rhinanthus pulcher Spreng.)[5]: Er kommt in Europa in Deutschland, Polen, Tschechien, in der Slowakei, in Österreich, Slowenien, Kroatien, Rumänien, Bulgarien und in der Ukraine vor.[4]
  - Großer Klappertopf, Groß-Klappertopf (Rhinanthus angustifolius C.C.Gmel.; Syn.: Rhinanthus serotinus (Schönheit) Oborný)[5]
  - Rhinanthus antiquus (Sterneck) Schinz & Thell.: Sie kommt in Italien und in der Schweiz vor.[4]
  - Rhinanthus asperulus (Murb.) Soó (Syn.: Rhinanthus illyricus (Sterneck) Soó[3]): Sie kommt auf der nordwestlichen Balkanhalbinsel vor.[3]
  - Puszta-Klappertopf (Rhinanthus borbasii (Dörfl.) Soó): Er kommt im südöstlichen Teil Mitteleuropas, in Rumänien und im südöstlichen Teil des europäischen Russland vor.[6][5]
  - Rhinanthus burnatii (Chabert) Soó: Sie kommt in Frankreich, Italien und in Kroatien vor.[4]
  - Kärnten-Klappertopf  (Rhinanthus carinthiacus Widder): Er kommt in Österreich und in Italien vor.[4][5]
  - Rhinanthus colchicus Vassilcz.: Sie kommt im Kaukasusraum vor.[3]
  - Rhinanthus cretaceus Vassilcz.: Sie kommt in der östlichen Ukraine und im südlichen europäischen Russland vor.[3]
  - Rhinanthus dinaricus Murb.: Sie kommt in Bosnien-Herzegowina vor.[6]
  - Grannen-Klappertopf (Rhinanthus glacialis Personnat): Er kommt vom südöstlichen Frankreich bis zur Balkanhalbinsel vor.[3][5]
  - Rhinanthus freynii (A.Kern. ex Sterneck) Fiori: Sie kommt vom nördlichen Italien bis zur nordwestlichen Balkanhalbinsel vor.[3]
  - Rhinanthus glacialis Personnat: Sie kommt in Frankreich, Deutschland, in der Schweiz, in Tschechien, Österreich, Kroatien, Italien, Serbien, in der Ukraine und in Slowenien vor.[3]
  - Rhinanthus gracilis Schur: Sie kommt in Bulgarien und Rumänien vor.[6]
  - Rhinanthus groenlandicus (Ostenf.) Chabert: Sie kommt in Island, Norwegen, Schweden, Finnland, Russland, Grönland und Alaska vor.[2]
  - Rhinanthus halophilus U.Schneid.: Sie kommt in Norddeutschland und in Dänemark vor.[3]
  - Rhinanthus helenae Pamp.: Sie kommt nur in Italien vor.[4]
  - Rhinanthus javorkae Soó: Dieser Endemit kommt nur im südwestlichen Bulgarien vor.[3]
  - Rhinanthus mediterraneus (Sterneck) Adamović: Sie kommt in Spanien, Frankreich, Italien, Slowenien, Kroatien, Serbien, Albanien, Nordmazedonien, Griechenland und in der Ukraine vor.[4]
  - Rhinanthus melampyroides (Borbás & Degen) Soó: Sie kommt in Serbien, Albanien und in Griechenland vor.[4]
  - Kleiner Klappertopf, Klein-Klappertopf (Rhinanthus minor L.)[5]
  - Rhinanthus osiliensis (Ronniger & Saarsoo) Vassilcz.: Sie kommt nur in Estland vor.[6]
  - Rhinanthus ovifugus Chabert: Sie kommt in Frankreich, Italien, Kroatien und in der Schweiz vor.[4]
  - Rhinanthus pampaninii Chabert: Sie kommt in Italien und in Slowenien vor.[4]
  - Rhinanthus personatus (Behrendsen & Sterneck) Bég.: Sie kommt nur in Italien vor.[4]
  - Rhinanthus pindicus (Sterneck) Soó: Sie kommt in Griechenland vor.[4]
  - Rhinanthus ponticus Vassilcz.: Sie kommt im Kaukasusraum vor.[3]
  - Rhinanthus pseudantiquus H.Kunz: Sie kommt vermutlich in Italien vor.[4]
  - Rhinanthus pubescens (Sterneck) Soó: Sie kommt in Griechenland vor.[4]
  - Rhinanthus riphaeus Krock.: Sie kommt in Österreich, in der früheren Tschechoslowakei, in Polen, in der Ukraine, Rumänien und Bulgarien vor.[3]
  - Drüsiger Klappertopf (Rhinanthus rumelicus Velen.): Er kommt in Deutschland, Ungarn, in der Slowakei, in Slowenien, Kroatien, Serbien, Albanien, Griechenland, Bulgarien, Rumänien und in Armenien vor.[4][5]
  - Rhinanthus schischkinii Vassilcz.: Sie kommt im Kaukasusraum vor.[3]
  - Rhinanthus sintenisii (Sterneck) Soó: Sie kommt in Albanien und in Griechenland vor.[4]
  - Rhinanthus songeonii Chabert: Sie kommt in Frankreich, Italien und Albanien vor.[4]
  - Rhinanthus subulatus (Chabert) Soó: Sie kommt im Kaukasusraum und auf der Krim vor.[6]
  - Rhinanthus vassilchenkoi Ivanina & Karasjuk: Sie kommt auf der Krim und im Kaukasusraum vor.[3]
  - Rhinanthus wagneri Degen: Sie kommt im östlichen Mitteleuropa in den nördlich-zentralen Teilen der Balkanhalbinsel vor.[6]
  - Rhinanthus wettsteinii (Sterneck) Soó: Sie kommt nur in Italien vor.[4]

- Nicht mehr zu dieser Gattung Rhinanthus gehört:[3]
  - Rhinanthus virginicus L. → Aureolaria virginica (L.) Pennell